# William Nylander (hockeista su ghiaccio)
William Andrew Michael Junior Nylander Altelius (Calgary, 1º maggio 1996) è un hockeista su ghiaccio svedese, nato in Canada.
È figlio dell'hockeista su ghiaccio Michael Nylander.

## Palmarès

### Mondiali
- 1 medaglia:
  - 1 oro (Germania/Francia 2017)